# Eleutherodactylus parapelates
Espèce
Statut de conservation UICN

 CR A3c : 
En danger critique
Eleutherodactylus parapelates est une espèce d'amphibiens de la famille des Eleutherodactylidae.

## Répartition
Cette espèce est endémique d'Haïti. Elle se rencontre de 950 à 1 050 m d'altitude dans le Massif de la Hotte.

## Description
Le mâle holotype mesure 50,5 mm.

## Publication originale
- Hedges & Thomas, 1987 : A new burrowing frog from Hispaniola with comments on the inoptatus group of the genus eleutherodactylus (anura: leptodactylidae) Herpetologica, vol. 43, no 3, p. 269-279 (texte intégral).